# 在南アフリカ日本人
在南アフリカ日本人（ざいみなみアフリカにほんじん）では、南アフリカ共和国で生活する日本人について記述する。

## 歴史
南アフリカを公式に最初に訪れた日本人は、江戸幕府がロシアに派遣した山内作左衛門ら6人の留学生たちである。引率の山内と、留学生の市川文吉、緒方城次郎、大築彦五郎、田中次郎、小沢清次郎の6人は箱館から香港、シンガポール、バタヴィアを経て慶応2年（1866年）1月にケープタウンに到着し、5日間滞在した。訪問者としては、1903年に入国した探検家の中村直吉がいる。人種差別により国内移動を阻止された中村は、地元新聞に訴え出て通行証を手にした。
最初期の定住者としては、1898年（明治31年）に茨城県出身の古谷駒平（1870年生まれ）・喜代子夫婦がケープタウンに移住し、市内の繁華街に日本製の雑貨や美術品を扱う「ミカド商会」をオープンさせた。古谷は1890年ごろにサンフランシスコに移住し、ハワイで雑貨店を経営していたが、新天地として当時ダイアモンド産業で賑わっていた南アフリカに転居した。古谷到着時にすでに日本人の元船員と2人の売春婦がケープタウンにいたという。前述の中村も、古谷と同じころにダーバン(岩崎貫三)とタンガでも日本人が店を経営し、その他に洗濯屋、コック、売春婦などがいたと記している。1918年(大正7年)には日本領事館が開設された。
古谷のミカド商会の経営は順調で、日本製品の販売だけでなく南アフリカ産の羊毛などを日本に輸出する事業も手がけるようになっていった。しかし第一次大戦後、日本人などアジア人に対する排斥が激しくなり、強い望郷の念に駆られた古谷は、1915年（大正4年）に店の経営を従業員に任せて帰国し、帰国後に南アフリカの現地法人としてザ・ミカド・サウスアフリカ・リミテッド社を立ち上げた。ザ・ミカド・サウスアフリカ・リミテッド社はその後も日本人従業員によってダーバンで経営されていたが、太平洋戦争開戦後の1942年（昭和17年）に日本人従業員は全員戦時交換船で帰国し、残されたザ・ミカド・サウスアフリカ・リミテッド社の資産は敵性資産として現地政府に接収された。
第二次大戦後、アパルトヘイト体制下において、日本が南アフリカにとっての最大の貿易相手国となった頃から、日本人の南アフリカへの移住が再び始まった。
当時の首相だったヘンドリック・フルウールトは、日本の貿易代表団が定期的に訪問するようになって以来、日本人を他の有色人種と同じ扱いをすることは、外交上不利だと判断したころから、1961年1月19日より、両国間で締結された貿易協定に基づいて、南アフリカに住む日本国籍の所持者を「名誉白人」と扱うことを決め、日本人には参政権と兵役を除いて、ほぼ全ての面において白人と同じ権利並びに特権が与えられることとなった。
アパルトヘイトの撤廃に伴い、日本人の移住は減少することとなった。

## 教育
在住日本人に対する教育機関としては、「ヨハネスブルグ日本人学校」と「ケープタウン日本語会」がある。

## メディア
日本語による南アフリカ情報のメディアとして、「ケープタウン新聞」がある。